# Şafāābād
Şafāābād (persiska: صفا آباد) är en ort i Iran.   Den ligger i provinsen Chahar Mahal och Bakhtiari, i den centrala delen av landet, 400 km söder om huvudstaden Teheran. Şafāābād ligger 1 882 meter över havet och antalet invånare är 254.
Terrängen runt Şafāābād är bergig västerut, men österut är den kuperad. Şafāābād ligger nere i en dal. Runt Şafāābād är det ganska glesbefolkat, med 26 invånare per kvadratkilometer. Närmaste större samhälle är Fārsān, 18,4 km nordost om Şafāābād. Trakten runt Şafāābād består i huvudsak av gräsmarker.